# Гура-Правец
Гура-Правец (рум. Gura Pravăț) — село у повіті Арджеш в Румунії. Входить до складу комуни Валя-Маре-Правец.
Село розташоване на відстані 124 км на північний захід від Бухареста, 55 км на північ від Пітешть, 52 км на південний захід від Брашова.

## Населення
За даними перепису населення 2002 року у селі проживали 985 осіб. Рідною мовою 981 особа (99,6%) назвала румунську.
Національний склад населення села:
| Національність | Кількість осіб | Відсоток |
| -------------- | -------------- | -------- |
| цигани         | 521            | 52,9%    |
| румуни         | 464            | 47,1%    |